# El cocinero, el ladrón, su mujer y su amante
El cocinero, el ladrón, su mujer y su amante es una película británica de drama y comedia negra de 1989, escrita y dirigida por Peter Greenaway, y protagonizada por Michael Gambon, Helen Mirren, Richard Bohringer y Alan Howard. 
La cinta es una mezcla de comedia, drama y terror cargada de simbolismos, tanto por sus representaciones de canibalismo y desnudos frontales como por su abundante y con frecuencia impresionante cinematografía y formalismo. Está ambientada en un gran restaurante con aspecto teatral, con una historia cruda e impactante.

## Sinopsis
Albert Spica (Michael Gambon) es un delincuente que tiene un restaurante de clase alta: "La Holandesa", dirigido por un chef francés (Richard Bohringer), en el que se reúne habitualmente con sus cómplices y otros maleantes. Spica goza abusando de su poder, maltratando al personal (con excepción del chef), a sus matones y a veces a los propios clientes. También se deleita humillando a su esposa (Helen Mirren). Ésta comienza una relación secreta con un cliente habitual del restaurante (Alan Howard), quien es un hombre absolutamente distinto a Spica: calmado, refinado, culto, y que subrepticiamente muestra su interés por la mujer del bandido. Ambos se convierten en amantes en la propia cocina del lugar, con la complicidad del chef y los suyos.
Spica finalmente descubre la infidelidad de su esposa y toma una terrible venganza contra la pareja. La esposa, sin embargo, prepara a su vez su propia revancha, que ejecutará con la ayuda del chef, en una escena final que es a la vez terrible y de gran belleza formal.

## Reparto principal
- Richard Bohringer como el cocinero Richard Borst
- Michael Gambon como el ladrón Albert Spica
- Helen Mirren como la mujer de Albert, Georgina Spica
- Alan Howard como el amante de Georgina, Michael